# Doyet
Doyet é uma comuna francesa na região administrativa de Auvérnia-Ródano-Alpes, no departamento Allier. Estende-se por uma área de 27,34 km². Em 2010 a comuna tinha 1 207 habitantes (densidade: 44,1 hab./km²).